# Pays Moulins de Flandre
 (juillet 2025).
Motif : Sans sources secondaires.
- Archive Wikiwix
- Bing
- Cairn
- DuckDuckGo
- E. Universalis
- Gallica
- Google
- G. Books
- G. News
- G. Scholar
- Persée
- Qwant
- (zh) Baidu
- (ru) Yandex
- (wd) trouver des œuvres sur Wikidata

| 1. | Préciser le motif de la pose du bandeau. | Précisez le motif de la pose du bandeau en utilisant la syntaxe suivante : {{admissibilité à vérifier\|date=juillet 2025\|motif=remplacez ce texte par le motif}}                            |
| 2. | Informer les utilisateurs concernés.     | Pensez à avertir le créateur de l'article, par exemple, en insérant le code ci-dessous sur sa page de discussion : {{subst:avertissement admissibilité à vérifier\|Pays Moulins de Flandre}} |

Le Pays des Moulins de Flandre  était une structure de regroupement de collectivités locales françaises sous forme associative, située en Flandre française au nord-ouest de la région du Nord-Pas-de-Calais.
Le Pays des Moulins de Flandre, regroupait 54 communes.
La structure associative a été dissoute ; la communauté de communes des Hauts de Flandre a repris son activité au 1er janvier 2017.

## Composition
Ce pays regroupe l'intégralité de la communauté de communes des Hauts de Flandre ainsi qu'une partie de la communauté urbaine de Dunkerque et de la communauté de communes de Flandre intérieure.
Soit un total de 54 communes, toutes dans le département du Nord :
| - Arnèke - Bambecque - Bavinchove - Bergues - Bierne - Bissezeele - Bollezeele - Brouckerque - Broxeele - Buysscheure | - Cappelle-Brouck - Cassel - Crochte - Drincham - Eringhem - Esquelbecq - Ghyvelde - Hardifort - Herzeele - Holque | - Hondschoote - Hoymille - Killem - Lederzeele - Ledringhem - Looberghe - Merckeghem - Millam - Nieurlet - Noordpeene | - Ochtezeele - Oost-Cappel - Oxelaëre - Pitgam - Quaëdypre - Rexpoëde - Rubrouck - Sainte-Marie-Cappel - Saint-Momelin - Saint-Pierre-Brouck | - Socx - Steene - Uxem - Volckerinckhove - Warhem - Watten - Wemaers-Cappel - West-Cappel - Wormhout - Wulverdinghe | - Wylder - Zegerscappel - Zermezeele - Zuytpeene |

## Démographie
| 1982                                                             | 1990   | 1999   |
| ---------------------------------------------------------------- | ------ | ------ |
| 59 642                                                           | 61 501 | 62 227 |
| Nombre retenu à partir de 1982 : Population sans doubles comptes |        |        |